# Tratado de Limerick

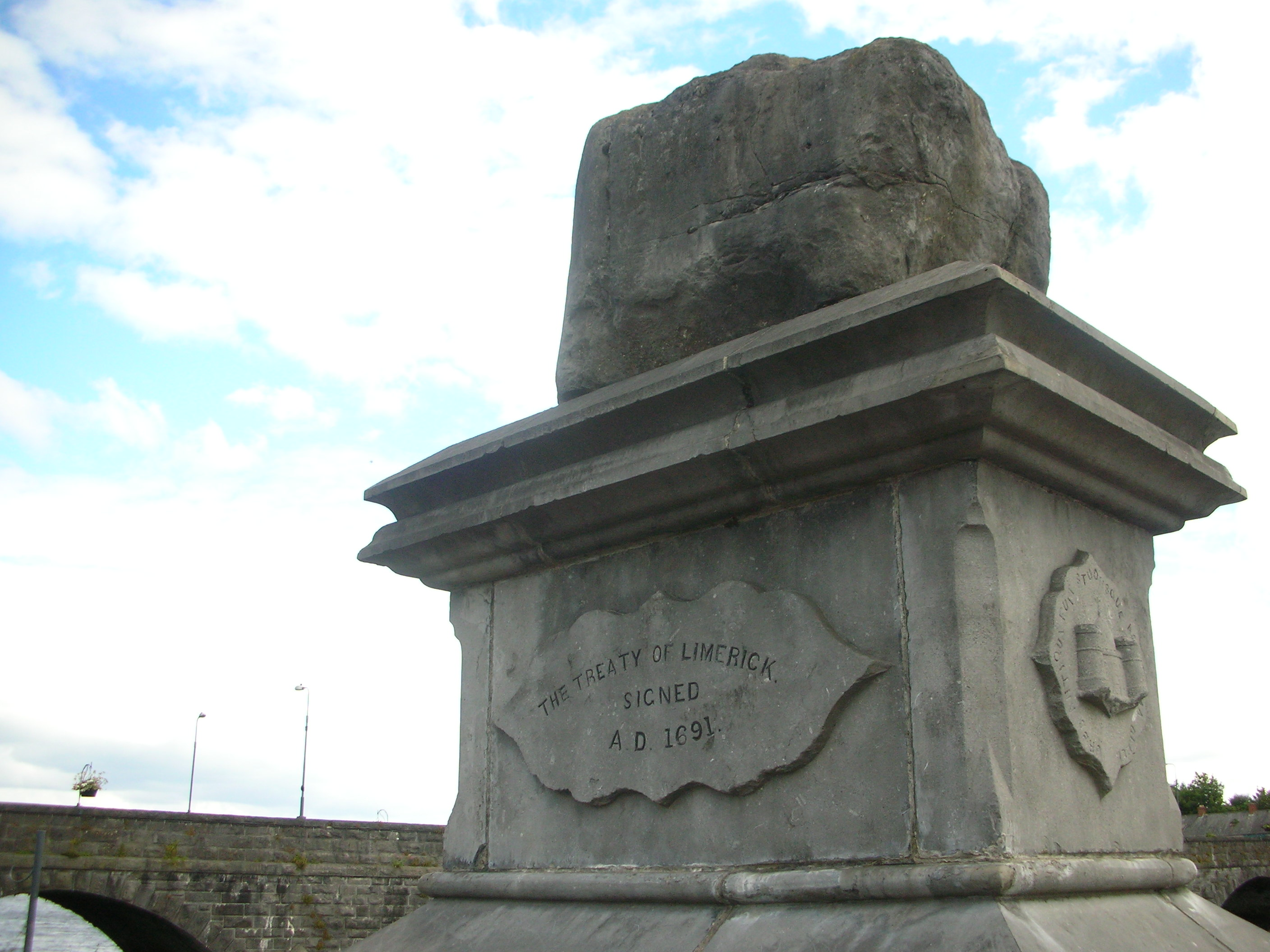
La Treaty Stone, sobre la cual se supone que se firmó el Tratado de Limerick

El Tratado de Limerick fue un tratado de paz firmado en 1691 en la ciudad de Limerick, Irlanda, que puso fin a la Guerra Guillermita entre Guillermitas (defensores de Guillermo III de Inglaterra), y Jacobitas, partidarios de la Casa de Estuardo. También supuso el fin del segundo sitio de Limerick (1690-1691). Se cree que el tratado fue firmado sobre la Piedra del Tratado o Treaty Stone, que actualmente puede contemplarse en un pedestal junto al río Shannon y frente al Castillo del Rey Juan. 

## Contenido del Tratado
El Tratado contenía dos tipos de cláusulas: civiles y militares, aunque más bien puede hablarse de dos tratados distintos, uno civil y otro militar.

### Cláusulas militares
En el tratado se establecían que los soldados el ejército jacobita derrotado podían marchar a Francia a servir bajo las órdenes de Jacobo II de Inglaterra, en la llamada Brigada Irlandesa. Unos 14.000 soldados jacobitas tomaron esta opción y viajaron a Cork, donde se embarcaron con destino a Francia, muchos de ellos acompañados por sus mujeres e hijos. 
Otra opción para los soldados derrotados era unirse al propio ejército guillermista, opción que adoptaron unos 1000 soldados. El resto (unos 2.000) prefirieron volver a casa.
Esta parte del tratado estaba compuesta por veintinueve cláusulas, que fueron acordadas entre el Teniente General Godert de Ginkell, Comandante en Jefe del ejército inglés, y los Tenientes Generales D'usson y de Tesse, Comandantes en Jefe del ejército irlandés.

### Cláusulas civiles
Estas cláusulas tenían la finalidad de defender los derechos de los jacobitas que decidieron quedarse en Irlanda. El Tratado establecía que sus propiedades no podían ser confiscadas mientras jurasen obediencia a Guillermo III de Inglaterra, y que los nobles católicos tenían permiso para portar armas. Sin embargo, las cláusulas de este tratado civil no fueron respetadas por los Guillermistas por mucho tiempo, debido sobre todo a la oposición del Parlamento inglés. Desde 1695, una serie de duras leyes penales comenzaron a imponerse a los católicos irlandeses.
Esta parte del tratado contenía trece artículos, acordados entre Sir Charles Porter y Thomas Coningsby, Jueces de Irlanda, y el Barón de Ginkle, Teniente General y Comandante en Jefe del ejército inglés. 